# Propiofenona
Propiofenona é uma aril cetona. É um líquido claro que é insolúvel em água, mas miscível com metanol, etanol, éter dietílico, benzeno e tolueno.
Propiofenona é usada na síntese de efedrina e derivados de propiofenona tais como catinona e metcatinona.
É um intermediário útil para a preparação de drogas atuantes no sistema nervoso, como os fármacos ansiolíticos e hipnóticos.
Pode ser usada na síntese  de aril-alquenos, tais como os fenilpropanoides
Propiofenona pode ser preparada do ácido propiônico e benzeno.